# Estació d'Hostafrancs
Hostafrancs (antigament anomenada Moianès) és una estació de la L1 del Metro de Barcelona situada sota el carrer Creu Coberta al barri d'Hostafrancs al districte de Sants-Montjuïc de Barcelona.
L'estació es va inaugurar el 1926 amb el nom d'Hostafranchs com a part del primer tram posat en servei del Ferrocarril Metropolità Transversal. Posteriorment al 1982 amb la reorganització dels números de línies i canvis de nom d'estacions va adoptar el nom actual.
| Metro de Barcelona     |                |       |         |                        |
| Procedència/Destinació | <              | Línia | >       | Procedència/Destinació |
| Hospital de Bellvitge  | Plaça de Sants |       | Espanya | Fondo                  |

## Accessos
- Carrer Consell de Cent
- Carrer Moianès